# Vendelín Javorka
Vendelín Javorka S.I. (Ružomberok, 15 ottobre 1882 – Žilina, 24 marzo 1966) è stato un presbitero slovacco appartenente alla Compagnia di Gesù di Rito bizantino, il primo rettore del Collegium Russicum, vittima delle persecuzioni sovietiche, prigioniero di Gulag.

## Biografia
Nel 1903 terminò il ginnasio entra nella Compagnia di Gesù. Il 14 agosto 1908 pronuncia i voti monastici, dal 1906 al 1909 studia filosofia a Bratislava, dal 1912 teologia a Innsbruck, dove il 15 agosto 1915 viene ordinato sacerdote. Nel 1916 viene chiamato alle armi come cappellano fino alla fine del 1918. Tornato dal fronte viene destinato come rettore al Collegio dei gesuiti di Trnava ed è redattore della rivista «Il missionario del Sacro Cuore di Gesù». Dal 1923 lavora a Bratislava e nel 1925 viene mandato a Roma, dove si prepara all'opera missionaria fra i russi. Studia la lingua russa e la Liturgia bizantina. Dopo la fondazione del Pontificio Collegio Russicum, l'11 febbraio 1928, padre Vendelin ne è rettore dal 1929 al 1934.
Nel 1934 viene destinato in Esarcato apostolico di Harbin, impegnato nell'apostolato fra i russi. Celebra in rito bizantino-slavo ed esercita la mansione di Amministratore apostolico provvisorio, in assenza dell'archimandrita Fabijan Abrantovič. Passa a Shanghai, dove è a capo della missione dei gesuiti fra i russi emigrati. Dal 1941 si trova in Bucovina (Romania), a quel tempo occupata dall'esercito tedesco, durante la Seconda Guerra Mondiale. Dopo l'arrivo dell'Armata rossa Javorka viene arrestato il 12 luglio 1945 nella casa dei gesuiti a Černivci e accusato di spionaggio; nello stesso mese è deportato in URSS, dove il 12 novembre 1945 è condannato a 17 anni di Gulag. Passa al lager di Inta, da 1954 è trasferito in un lager per invalidi in Mordovia. Da qui riesce a scrivere una lettera al fratello, che si trova nella città di Žilina in Cecoslovacchia. Il governo cecoslovacco, per intervento del fratello di Javorka, inoltra domanda alle autorità sovietiche, affinché padre Vendelin venga liberato. Il 21 aprile 1955 raggiunge la Slovacchia, fisicamente distrutto. Trascorre gli ultimi anni della sua vita con la famiglia del fratello, a Žilina.  È sepolto nel cimitero municipale di Žilina.
Nel 1989 è stato «totalmente riabilitato» dal governo sovietico.